# ألكسندر غورياينوف
ألكسندر هورياينوف (بالأوكرانية: Горяїнов Олександр Сергійович) (مواليد 29 يونيو 1975 في خاركيف، الاتحاد السوفيتي) لاعب كرة قدم أوكراني يجيد اللعب في مركز حارس المرمى ويلعب حاليا في نادي ميتاليست خاركيف الأوكراني منذ 2005.

## روابط خارجية
- ألكسندر غورياينوف على موقع الاتحاد الأوربي (الإنجليزية)
- ألكسندر غورياينوف على موقع اتحاد أوكرانيا (الإنجليزية)
- ألكسندر غورياينوف على موقع قاعدة بيانات كرة القدم.إي يو (الإنجليزية)
- ألكسندر غورياينوف على موقع ناشيونال فوتبول تيمز (الإنجليزية)
- ألكسندر غورياينوف على موقع Soccerway.com (الإنجليزية)
- ألكسندر غورياينوف على موقع عالم كرة القدم.نت (الإنجليزية)
- ألكسندر غورياينوف على موقع AS.com (الإسبانية)